# Szerelem és halál (film)
A Szerelem és halál (eredeti cím: Love and Death) 1975-ben bemutatott amerikai filmvígjáték, amelyet Woody Allen írt és rendezett. A főszerepben Allen és Diane Keaton látható. 
A filmet 1975. június 10-én mutatták be. Tolsztoj Háború és béke c. nagyregényének sajátos paródiája.

## Szereplők
- Woody Allen – Borisz Grusenko
- Diane Keaton – Sonja
- James Tolkan – Napóleon
- Harold Gould – Anton Ivanovics Lebedokov
- Olga Georges-Picot – Alekszandrovna grófnő
- Beth Porter – Anna
- Zvee Scooler – apa
- Jessica Harper – Natasha
- Féodor Atkine – Mikhail Grucsenko
- Despo Diamantidou – Borisz anyja
- Yves Barsacq – Rimszkij
- Yves Brainville – Andre
- Brian Coburn – Dimitrij
- Tony Jay – Vlagyimir Maximovics
- Howard Vernon – Leveque tábornok
- Aubrey Morris – 4. katona
- Alfred Lutter – fiatal Borisz
- Georges Adet – öreg Nehamkin
- Sol Frieder – Voskovecs
- Lloyd Battista – Don Francisco
- Frank Adu – kiképző őrmester

## A film készítése
Allen Franciaországban és Magyarországon forgatta a filmet, ahol rossz időjárással, rossz negatívokkal, ételmérgezéssel, fizikai sérülésekkel és kommunikációs nehézségekkel kellett megküzdenie. A rendező emiatt megfogadta, hogy soha többé nem forgat filmet az Egyesült Államokon kívül. Azonban 1996-tól kezdve A varázsige: I love you című filmjével Allen számos filmet forgatott külföldön.[forrás?]

## Fordítás
- Ez a szócikk részben vagy egészben  a   Love and Death című angol Wikipédia-szócikk fordításán alapul.  Az eredeti cikk szerkesztőit annak laptörténete sorolja fel. Ez a jelzés csupán a megfogalmazás eredetét és a szerzői jogokat jelzi, nem szolgál a cikkben szereplő információk forrásmegjelöléseként.